# El Moral, Querétaro Arteaga
El Moral är en ort i Mexiko.   Den ligger i kommunen Peñamiller och delstaten Querétaro Arteaga, i den centrala delen av landet, 190 km norr om huvudstaden Mexico City. El Moral ligger 1 883 meter över havet och antalet invånare är 114.
Terrängen runt El Moral är kuperad åt nordväst, men åt sydost är den bergig. Terrängen runt El Moral sluttar söderut. Runt El Moral är det ganska tätbefolkat, med 54 invånare per kvadratkilometer. Närmaste större samhälle är Pinal de Amoles, 9,0 km nordost om El Moral. I omgivningarna runt El Moral växer huvudsakligen savannskog.